# Heilly
Heilly – miejscowość i gmina we Francji, w regionie Hauts-de-France, w departamencie Somma.
Według danych na rok 1990 gminę zamieszkiwało 391 osób, a gęstość zaludnienia wynosiła 42 osoby/km² (wśród 2293 gmin Pikardii Heilly plasuje się na 616. miejscu pod względem liczby ludności, natomiast pod względem powierzchni na miejscu 505.).